# 赵葱
赵葱（？—前228年），战国末期赵国将领。
前229年（秦王政十八年、赵幽缪王七年），领兵抵抗秦军的赵国大将李牧被赵王宠臣郭开进谗言害死，副将司马尚被撤换。赵幽缪王派赵葱和齐国将领颜聚代替他们率军抵抗秦国。前228年（秦王政十九年、赵幽缪王八年），秦将王翦率军击败赵军，赵葱被秦兵杀死，颜聚逃到邯郸，和赵幽缪王一起被秦军俘虏。